# Sterrebekia
Sterrebekia is een geslacht van schimmels uit de familie van de Sclerodermataceae.

## Soorten
Volgens Index Fungorum telt dit geslacht drie soorten (november 2021):
| Soortnaam              | Auteur(s)   | Publicatiejaar |
| ---------------------- | ----------- | -------------- |
| Sterrebekia chilensis  | (Mont.) Fr. | 1849           |
| Sterrebekia geaster    | Link        | 1816           |
| Sterrebekia leiosperma | (Mont.) Fr. | 1849           |